# Мон (ворота)
Мон (яп. 門, букв. ворота") — общий японский термин для ворот, используемый часто отдельно или в качестве суффикса для обозначения множества видов ворот буддийских храмов, синтоистских святынь и замков в традиционном стиле.

## Значение
В отличие от ворот светских зданий, большинство храмовых ворот являются чисто символическими элементами, и обозначают переход между мирским и священным. Во многих случаях, ворота храма обладают очищающими свойствами, как, например, в случае ворот саммон.

## Стили
Как и храмы, к которым они принадлежат, ворота могут быть различных стилей и названы в честь храма.
Ворота могут подразделяться по различным признакам:
- по местонахождению в архитектуре храмового комплекса, например: тюмон (яп. 中門, «промежуточные ворота»), омотэмон (яп. 表門, «передние ворота») или карамотэмон (яп. 搦手門, «задние ворота»);
- по имени божества, которому они посвящены, например, в случае с божеством Нио (в переводе «врата Нио»), ворота, в которых две статуи гневных хранителей Будды Конго рикиси (Нио) расположены во внешних проёмах;
- по их форме, как нидзюмон[англ.] (яп. 二重門, букв. «двухъярусные ворота») и ромон (яп. 楼門 (букв. «ворота башни»);
- по их функциям, как саммон, который является наиболее важными воротами в храмовых комплексах дзэн или дзёдо.

Эти термины не являются взаимоисключающими, и в зависимости от ситуации одни и те же ворота могут обозначаться различными терминами. Например, ворота ниомон также можно назвать нидзюмоном, если они обладают обоими признаками.
Ритуальные врата, устанавливаемые перед синтоистскими святилищами — тории — также функционально относятся в Японии к одному из видов ворот. Этот вид ворот структурно очень отличен от других — двуногие ворота из камня или дерева, обычно связанный с синтоистскими святилищами, но также встречается в японских буддийских храмах. Например, храм Ситэнно-дзи в Осаке, основанный в 593 году принцем Сётоку, и являющийся старейшим государственным буддийским храмом в Японии, имеет тории у одого из входов.

## Основные типы
- Хаккякумон или яцуасимон (яп. 八脚門, «восьминогие ворота») — ворота, получившие своё название из-за восьми вспомогательных столбов, поддерживающих четыре главных столба, стоящие под гребнем ворот. В реальности у этого типа ворот двенадцать столпов[5].
- Хэйдзюмон (яп. 塀重門) — ворота в стене, состоящие из двух квадратных столбов[6].
- Кабукимон (яп. 冠木門) — ворота в стене, образованные двумя квадратными столбами и горизонтальной балкой[7].
- Карамон (яп. 唐門, «китайские ворота») — для ворот этого типа характерно использование архитектурного элемента карахафу. Карамоны являлись символом власти, проявляемой через архитектуру[8].
- Кораймон (яп. 高麗門  «корейские ворота») — ворота с черепичной остроконечной крышей на двух столбах, а также двух небольших крыш над второстепенными столбами (яп. 控柱 хикаэбасира) в задней части ворот[8].
- Масугата (яп. 枡形) — оборонительное сооружение, состоящее из внутреннего двора вдоль стены замка с двумя воротами, установленными под прямым углом, одни из которых дают доступ к замку, а другой — наружу. Внешние врата — это, как правило, кораймон, внутренние — ягурамон[9]. Примером такой постройки служат ворота скарадамон в Императорского дворца в Токио.
- Мунамон (яп. 棟門) — ворота, образованные двумя колоннами, поддерживающими остроконечную крышу.
- Нагаямон (яп. 長屋門) — нагая (букв. «длинный дом») представлял собой постройку, в которой жили самураи с низким статусом, а нагаямон служили воротами, которые позволяли переходить с одной стороны сооружения на другую[10].
- Нидзюмон (яп. 二重門, «двухэтажные ворота») — двухэтажные ворота с гнутой крышей между двумя этажами. Отличается от аналогичного варианта ромон тем, что между этажам имеется изогнутая крыша[11].
- Ниомон (яп. 仁王門) — ворота, заключающие во внешних проёмах две статуи бога Конго рикиси (Нио).
- Ромон (яп. 楼門 «ворота башни») — двухэтажные ворота с одинарной крышей, где второй этаж недоступен и не имеет места для использования. Отличается от аналогичных ворот нийимон тем, что в этом варианте отсутствует изогнутая крыша между этажами.[11]
- Саммон (яп. 三門), сангэдацумон (яп. 三解脱門), «врата трёх освобождений» — самые важные ворота японского дзэн-буддийского храма[12]. Также используется в других буддийских школах. Несмотря на свою важность, эти ворота не является первыми воротами храма, и фактически они обычно расположены между внешними воротами и главным залом храма — «Залом Будды».
- Сомон (яп. 総門 «главные ворота») — ворота у входа в храм[13]. Эти ворота часто предшествует большим и более важным воротам Саммон.
- Удзумимон (яп. 埋門 «погружённые ворота») — ворота создавались в стене замка и использовались для соединения поверхностей на разных уровнях, они выглядели так, как будто они были погружены в землю[14].
- Ягурамон (яп. 櫓門) — ворота с башенкой[англ.] сверху[6].
- Якуимон (яп. 薬医門) — ворота с острой двускатной крышей, поддерживаемой четырьмя столбами по углам[13][15].
- Сикякумон или ёцуасимон (яп. 四脚門 «четвероногие ворота») — ворота, получившие своё название из-за четырёх вспомогательных столбов, поддерживающих два главные столба, стоящие под гребнем ворот. В реальности у этого типа ворот — шесть столпов[16].
- Тории (яп. 鳥居, букв. «птичий насест») — символические ворота, которые обычно ассоциируются с синтоистскими святилищами, однако они распространены и в буддийских храмах, так как у большинства есть хотя бы одни.

## Фотогалерея
- Хаккякумон
- Хэйдзюмон
- Кабукимон
- Карамон
- Кораймон (внешние)
- Кораймон (внутренние)
- Мунамон
- Нагаямон
- Ниомон
- Ворота в храме Тофуку-дзи — и саммон, и нидзюмон
- Ромон[17]
- Сикякумон, также и ромон[17]
- Удзумимон
- Якуимон
- Ягурамон
- Красные тории у входа в синтоистский храм